# Чатвуд, Стюарт
Стюа́рт Чатву́д (англ. Stuart Chatwood; род. 22 октября 1969 года во Флитвуде, Ланкашир, Англия) — канадский музыкант и композитор, наиболее известен как игрок на бас-гитаре и клавишных рок-группы The Tea Party, при этом являясь её сооснавателем вместе с Джеффом Мартином и Джеффом Берроузом.
Также является композитором саундтреков к компьютерным играм. Больше всего (2003—2008) он работал над саундтреками к восьми играм серии Prince of Persia разработчика Ubisoft Montreal.

## Дискография вместе с The Tea Party
- The Tea Party (1991)
- Capitol Records demo (1992)
- Splendor Solis (1993)
- The Edges of Twilight (1995)
- Alhambra (1996) (Enhanced CD)
- Transmission (1997)
- Triptych (1999)
- Live at the Enmore Theatre (1999)
- Tangents: The Tea Party Collection (2000) (сборник)
- Illuminations (2001) (DVD-сборник)
- The Interzone Mantras (2001)
- Seven Circles (2004)
- Live from Australia (2013)
- The Ocean at the End (2014)
- Tx 20 (2017)
- Black River EP (2019)

## Саундтреки к компьютерным играм
- Road Rash 3D (1998, EA)
- NHL 2002[англ.] (2001, EA)
- Prince of Persia: The Sands of Time (2003, Ubisoft)
- Prince of Persia: Warrior Within (2004, Ubisoft)
- Prince of Persia: The Two Thrones (2005, Ubisoft)
- Battles of Prince of Persia (2005, Ubisoft)
- Prince of Persia: Revelations (2005, Ubisoft)
- Prince of Persia: Rival Swords (2007, Ubisoft)
- Prince of Persia (2008, Ubisoft)
- Prince of Persia: The Fallen King (2008, Ubisoft)
- Darkest Dungeon (2015, Red Hook Studios)

## Саундтреки к фильмам
- 1993 — Lilly
- 2014 — Astray (короткометражный)

## Награды
- Премия Джуно за лучший дизайн альбома (Tangents: The Tea Party Collection, 2001 год).